# Andre Braugher
Andre Keith Braugher (Chicago, 1º luglio 1962 – Los Angeles, 11 dicembre 2023) è stato un attore statunitense.
Era noto per l'interpretazione dell'eccentrico detective Frank Pembleton nella serie televisiva Homicide: Life on the Street e per la sua interpretazione del Capitano Raymond Holt nella serie televisiva Brooklyn Nine-Nine.

## Biografia
Ultimo di quattro fratelli, studiò all'Università di Stanford e in seguito alla Juilliard School di New York.
Debuttò nel 1989 con il ruolo del detective Winston Blake nella serie televisiva Kojak; nello stesso anno recitò per la prima volta sul grande schermo in Glory - Uomini di gloria.
Prese parte a molti film, come Schegge di paura, Bus in viaggio, City of Angels - La città degli angeli e Frequency - Il futuro è in ascolto, ma divenne famoso soprattutto per il ruolo del detective Frank Pembleton nella serie televisiva Homicide. Successivamente partecipò ai film Poseidon, I Fantastici 4 e Silver Surfer e The Mist.
Dal 2013 al 2021 interpretò il capitano Raymond Holt nella sitcom poliziesca Brooklyn Nine-Nine, vincitrice di due Golden Globe.
Andre Braugher è morto l'11 dicembre 2023, all'età di 61 anni, a causa di un cancro ai polmoni che gli era stato diagnosticato pochi mesi prima.

## Vita privata
Nel 1991 si sposò con l'attrice Ami Brabson, da cui ebbe tre figli: Michael (1992), Isaiah (1996) e John Wesley (2003).

## Filmografia

### Attore

#### Cinema
- Glory - Uomini di gloria (Glory), regia di Edward Zwick (1989)
- Impatto imminente (Striking Distance), regia di Rowdy Herrington (1993)
- Schegge di paura (Primal Fear), regia di Gregory Hoblit (1996)
- Bus in viaggio (Get on the Bus), regia di Spike Lee (1996)
- City of Angels - La città degli angeli (City of Angels), regia di Brad Silberling (1998)
- Ladri per la pelle (Thick as Thieves), regia di Scott Sanders (1999)
- È una pazzia (It's the Rage), regia di James D. Stern (1999)
- Frequency - Il futuro è in ascolto (Frequency), regia di Gregory Hoblit (2000)
- Un gran giorno per morire (A Better Way to Die), regia di Scott Wiper (2000)
- Duets, regia di Bruce Paltrow (2000)
- Poseidon, regia di Wolfgang Petersen (2006)
- Live! - Ascolti record al primo colpo (Live!), regia di Bill Guttentag (2007)
- The Mist, regia di Frank Darabont (2007)
- I Fantastici 4 e Silver Surfer (Fantastic Four: Rise of the Silver Surfer), regia di Tim Story (2007)
- Passengers - Mistero ad alta quota (Passengers), regia di Rodrigo García (2008)
- Salt, regia di Phillip Noyce (2010)
- The Baytown Outlaws - I fuorilegge (The Baytown Outlaws), regia di Barry Battles (2012)
- The Gambler, regia di Rupert Wyatt (2014)
- Anche io (She Said), regia di Maria Schrader (2022)

#### Televisione
- Kojak: Ariana, regia di Paul Krasny – film TV (1989)
- Kojak: Fatal Flaw, regia di Richard Compton – film TV (1989)
- Kojak: Flowers for Matty, regia di Paul Krasny – film TV (1990)
- Kojak: It's Always Something, regia di Richard Compton – film TV (1990)
- Kojak: None So Blind, regia di Alan Metzger – film TV (1990)
- Homicide (Homicide, Life on the Street) – serie TV, 100 episodi (1993-1998)
- I ragazzi di Tuskegee (The Tuskegee Airmen), regia di Robert Markowitz – film TV (1995)
- Law & Order - I due volti della giustizia  (Law & Order) – serie TV, episodio 6x13 (1996)
- Una partita per la libertà (Passing glory), regia di Steve James – film TV (1999)
- Homicide: The Movie, regia di Jean de Segonzac – film TV (2000)
- The Practice - Professione avvocati (The Practice) – serie TV, episodio 5x16 (2001)
- Hack – serie TV, 40 episodi (2002-2004)
- Soldier's Girl, regia di Frank Pierson – film TV (2003)
- Salem's Lot – miniserie TV, 2 puntate (2004)
- Thief - Il professionista – miniserie TV, 6 puntate (2006)
- Andromeda (The Andromeda Strain) – miniserie TV, 4 episodi (2008)
- Men of a Certain Age – serie TV, 22 episodi (2009-2011)
- Dr. House - Medical Division (House, M.D.) – serie TV, 4 episodi (2011-2012)
- Last Resort – serie TV, 13 episodi (2012-2013)
- Law & Order - Unità vittime speciali (Law & Order: Special Victims Unit) – serie TV, 6 episodi (2011-2013)
- Brooklyn Nine-Nine – serie TV, 110 episodi (2013-2021)
- The Good Fight – serie TV, 10 episodi (2022)

### Doppiatore
- BoJack Horseman – serie TV, 4 episodi (2017)
- Spirit - Il ribelle (Spirit Untamed), regia di Elaine Bogan (2021)

## Riconoscimenti
- Golden Globe
  - 2001 – Candidatura per il miglior attore in una serie drammatica per Boston Hospital
  - 2007 – Candidatura per il miglior attore in una mini-serie o film per la televisione per Thief - Il professionista
- Screen Actors Guild Award
  - 2015 – Candidatura per il miglior cast in una serie commedia per Brooklyn Nine-Nine
- Primetime Emmy Awards
  - 1998 - Migliore attore protagonista in una serie drammatica - Homicide
  - 2006 - Migliore attore protagonista in una miniserie o film - Thief - Il professionista

## Doppiatori italiani
Nelle versioni in italiano delle opere in cui ha recitato, Andre Braugher è stato doppiato da:
- Stefano Mondini in Boston Hospital, Poseidon, I Fantastici 4 e Silver Surfer, The Mist, Andromeda, Dr. House - Medical Division, Anche io
- Massimo Corvo in City of Angels - La città degli angeli, Live! - Ascolti record al primo colpo, Passengers - Mistero ad alta quota, Law & Order - Unità vittime speciali, The Baytown Outlaws - I fuorilegge, Last Resort
- Simone Mori in Homicide, Homicide - The Movie
- Paolo Buglioni in Frequency - Il futuro è in ascolto, Brooklyn Nine-Nine
- Francesco Pannofino in Glory - Uomini di gloria
- Antonio Sanna in Impatto imminente
- Angelo Nicotra in Schegge di paura
- Paolo Marchese in Law & Order - I due volti della giustizia
- Francesco Prando in Ladri per la pelle
- Massimo Lodolo in Una partita per la libertà
- Luca Ward in Duets
- Pierluigi Astore in Salem's Lot
- Dario Oppido in Thief - Il professionista
- Saverio Indrio in Law & Order - Unità vittime speciali (ep. 16x21)
- Mauro Magliozzi in The Gambler
- Roberto Draghetti in New Girl
- Alberto Angrisano in The Good Fight

Da doppiatore è stato sostituito da:
- Alessandro Rossi in BoJack Horseman
- Alberto Angrisano in Spirit - Il ribelle